# حسین بهرامی
حسین بهرامی (زادهٔ ۲۶ اردیبهشت ۱۳۷۴) بازیکن فوتبال اهل ایران است که در پست هافبک برای باشگاه فوتبال نفت و گاز گچساران در لیگ آزادگان بازی می‌کند.